# Masterton
Pour les articles homonymes, voir Masterton (homonymie).
Masterton est la plus grande ville de la région Wairarapa, située au sud-est de l'île du Nord de la Nouvelle-Zélande, à 85 km au nord-est de Wellington et a 28 km au sud d'Eketahuna. Elle est traversée par le fleuve Ruamahanga.
Le recensement de 2001 a compté 22 617 habitants. Masterton n'a reçu le statut de ville (city) que récemment[Quand ?], car en 1989 le critère était d'avoir une population comprise entre 20 000 et 50 000 habitants.
Elle fut fondée par des colons européens le 21 mai 1854 et nommée par Joseph Masters.

## Transport
Une ligne de chemin de fer relie la ville à Wellington, Lower Hutt et Upper Hutt.
Il existe un aéroport à Masterton (en), qui, selon le code AITA des aéroports, a pour acronyme MRO.

## Économie
L'économie est basée sur les services et également sur l'activité agricole. La ville organise chaque année un concours de tonte de moutons : Golden Shears sheep-shearing.

## Villes jumelées
Masterton est jumelée avec :
- Hatsukaichi (Japon)
- Changchun (Chine)
- Armidale (Australie)